# Valle del Ulla

Los cuatro municipios que forman parte del Valle del Ulla. En gris claro las poblaciones más destacadas.

El Valle del Ulla (en gallego Val do Ulla o simplemente O Ulla o A Ulla), también conocido como Comarca del Ulla es una comarca natural ubicada entre las provincias de La Coruña y Pontevedra, en Galicia (España). Forman parte del mismo cuatro municipios: uno en Pontevedra (La Estrada) y tres en La Coruña (Teo, Vedra y Boqueijón) divididos entre ellos por el río Ulla que hace de frontera natural y es el principal nervio articulador del propio valle. En ocasiones se hace referencia a una división de esta comarca: Ulla Alta y Ulla Baja. La primera empezaría en Ponteledesma y Gres y acabaría en el estrecho de Gundián (Vedra), mientras que la segunda empezaría ahí y terminaría en Xirimbao (Teo).
La comarca del Ulla se la conoce como la «huerta y jardín de Compostela» según el escritor Ramón Otero Pedrayo, que también consideró las principales parroquias que forman parte del mismo a: Arnois, Oca, Berres, Riveira, Cora, Vea, Barcala, San Mamede de Ribadulla, Santa Cruz de Ribadulla, San Miguel de Sarandón, San Pedro de Sarandón, Teo y Carcacía.

## Cultura y gastronomía

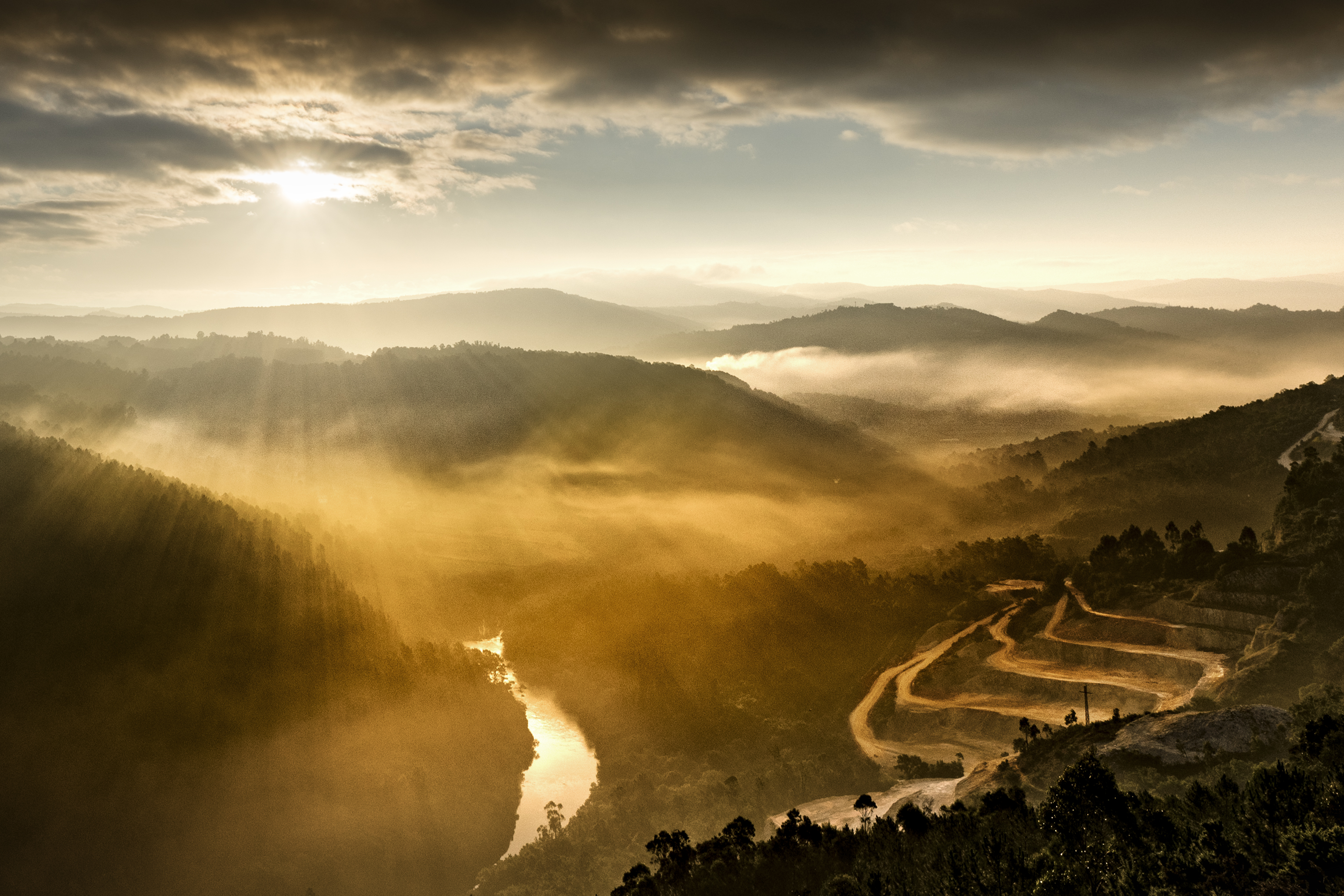
Panorámica del Valle del Ulla. Abajo en el centro se observa el río Ulla.

En la comarca del Ulla tiene gran importancia la festividad del entroido ya que cuenta con los Generales del Ulla (Xenerais do Ulla), uno de los elementos de la fiesta gallega más singulares. Destaca a su vez por su gastronomía, en especial por sus vinos y su arquitectura donde sobresalen especialmente los pazos.
En el Valle del Ulla tiene gran importancia social y económica la producción de vino ya que cuenta con la Denominación de Origen Rías Baixas, subzona Ribeira do Ulla. Desde principios del siglo XXI se ha aumentado la plantación de viñas con la llegada de diferentes bodegas y empresas relacionadas.
La zona del Ulla cobró fama popular, ya en el siglo XIX, por las habituales peleas entre jóvenes, especialmente los días de fiestas y verbenas. Prueba de ello son las crónicas de los periódicos de la época que narraban estos hechos. En su novela Memorias dun neno labrego (1961) el escritor gallego Xosé Neira Vilas menciona también estas peleas cuando hace referencia a la parroquia de Sarandón de la siguiente manera: «Disque en Sarandón e máis na Ulla arman cada estangurriada que dá xenio».

### El Valle del Ulla en la literatura
«El hermoso país ullán forma por su riqueza y admirable composición de los elementos del paisaje, por sus monumentos y recuerdos, una región interesantísima, que por su relación con Santiago, debe ser considerada como el jardín de la ciudad apostólica. (…) El surco del valle ullán, especialmente en Ponte Ulla, compendia los temas esenciales del paisaje de la Galicia Occidental.»
Ramón Otero Pedrayo, Guía de Galicia, 1926.